# Maroussia Tchouraï
Maroussia Tchouraï (en russe et ukrainien : Маруся Чурай), est une musicienne mythique qui aurait vécu de 1625 à 1653. Elle est connue pour avoir écrit "Oh, ne pars pas, Hrytsyu", "Les charrettes ont dévalé la montagne", "Les filles cosaques ont sifflé" entre autres. Elle est aussi appelée la fille de la légende ou la Sapho ukrainienne.
Née à Poltava, elle serait la fille d'un cosaque mort lors de l'insurrection d'Ostryanin elle retourne alors vivre avec sa mère près du Monastère de la Sainte-Croix de Poltava. Elle a été courtisée par des nombreux cosaques comme Ivan Iskra, Hryts Bobrenka ou Hryts Ostapenko. Hryst part en 164 pour le Soulèvement de Khmelnytsky, ils promettent de s'attendre. Revenant de la guerre, Hryst s'engage avec une autre jeune fille, Maroussia veut se suicider mais c'est Hryst qui boit le poison. Elle est condamnée à mort en 1652 mais gracié par Bogdan Khmelnitski ; elle fait pénitence en allant à Kiev mais meurt à vingt-huit ans à son retour de Kiev, ou elle se fit religieuse en un monastère.

## Postérité
Quelques chansons lui étant attribuée :
- Les vents soufflent ;
- La colombe est assise sur le rivage  ;
- Pervenche verte  ;
- Il y a beaucoup de saules dans le jardin  ;
- Oh, n'y va pas, Hrytsia ;
- Hrytsya, Hrytsya, au travail  ;
- Les filles cosaques sifflaient  ;
- Des charrettes ont dévalé la montagne  ;
- Milyy Goronka marchait.

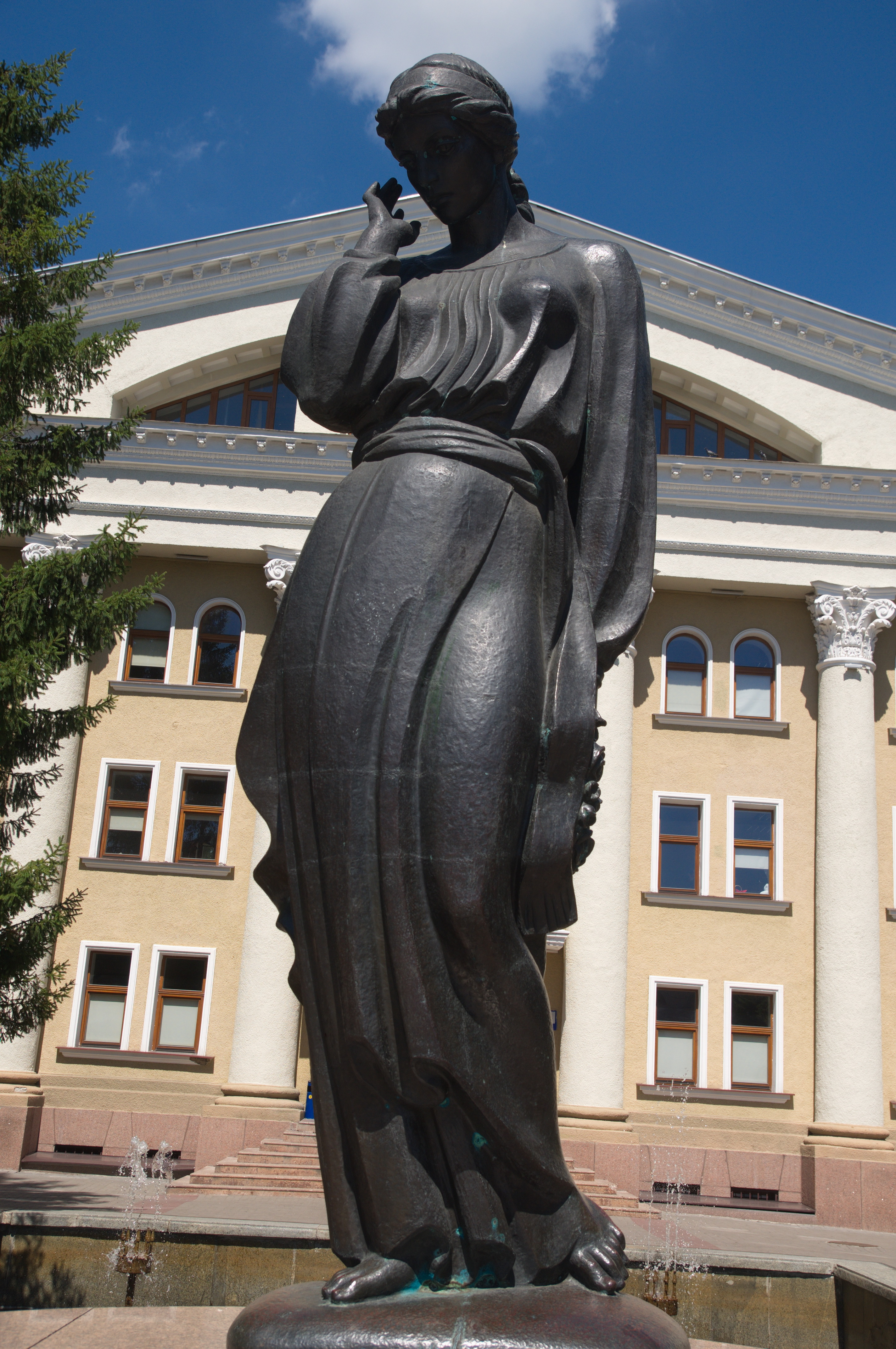
Statue de Maroussia à Poltava devant le Théâtre régional de musique Gogol.

Olha Kobylianska dans un écrit de 1909, Lina Kostenko dans son livre Maroussia Tchouraï, la ballade Rozmaï de Stepan Roudanski en 1854, Oh, n'y va pas, Hrytsia de Mykhaïlo Starytsky en 1890 ; l'auditorium de plein air Maroussia-Tchouraï à Poltava.